# Viktor Mataja

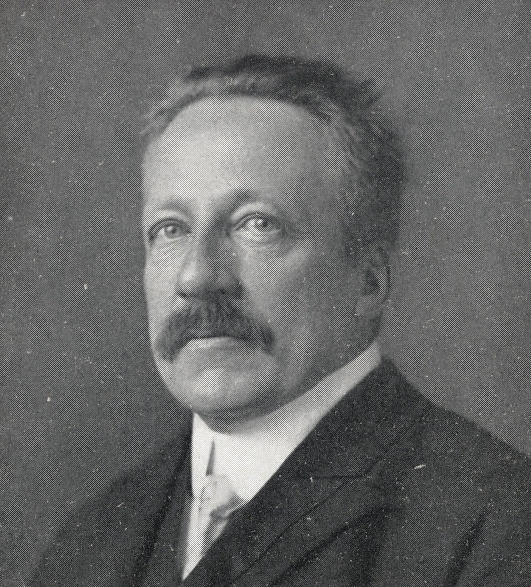
Viktor Mataja

Viktor Mataja (* 20. Juli 1857 in Wien; † 19. Juni 1934 ebenda) war ein österreichischer Volkswirtschaftler und Sozialpolitiker. 1908 bis 1911 sowie 1917 war er mit der Leitung des k.k. Handelsministeriums betraut, ohne jedoch zum Handelsminister ernannt zu werden.

## Leben
Viktor Mataja war ein Halbbruder des späteren österreichischen Außenministers Heinrich Mataja. Die Schriftstellerin Emil Marriot (eigentlich Emilie Mataja) war Schwester Viktor Matajas.
Nach seinem Studium des Rechts und seiner Promotion im Jahr 1883 stand Viktor Mataja im Dienst der Wiener Handelskammer. Er machte sich einen Namen als Kritiker des damaligen zivilen Haftungsrechts. Er forderte eine gesamtwirtschaftliche Betrachtung, die darüber entscheiden sollte, wo und wie gehaftet wird. Er nahm dabei Überlegungen vorweg, wie sie Ronald Coase mit der economic analysis of law um 1960 entwickelte. Viktor Mataja erhielt Universitätsprofessuren in Innsbruck (1890), Salzburg (1892) und in Wien (1897). 
Vom 15. November 1908 bis zum 3. November 1911 war er von Kaiser Franz Joseph I. in den Ministerien (Regierungen) Bienerth und Gautsch mit der Leitung des k.k. Handelsministeriums betraut (ohne zum Handelsminister ernannt zu werden), ebenso von Kaiser Karl I. vom 23. Juni bis 30. August 1917 im Ministerium Seidler. In der Folge bereitete er im Auftrag des Kaisers als Minister (ohne Portefeuille) das Ministerium für soziale Fürsorge vor und wurde am 22. Dezember 1917 zum Minister für soziale Fürsorge ernannt. Sein neues Ministerium nahm am 1. Jänner 1918 den Betrieb auf; er leitete es, vom 25. Juli 1918 an im Ministerium Hussarek, bis zu dessen Enthebung am 27. Oktober 1918. Mataja gilt damit als der weltweit erste Sozialminister.
Viktor Mataja machte sich auch als Pionier des Werbewesens einen Namen. 1909 veröffentlichte er sein Werk Die Reklame, das als Standardwerk seiner Zeit galt. Bis heute wird die Viktor-Mataja-Medaille als höchste Auszeichnung der Werbewissenschaftlichen Gesellschaft Österreichs für Wissenschaftler verliehen.
Neben seiner wissenschaftlichen und politischen Tätigkeit war er 1914 bis 1917 und 1919 bis 1922 Präsident der Statistischen Zentralkommission. Er wurde am Grinzinger Friedhof bestattet.

## Schriften
- Der Unternehmergewinn. Ein Beitrag zur Lehre von der Güterverteilung in der Volkswirtschaft, 1884.
- Das Recht des Schadenersatzes vom Standpunkte der Nationalökonomie, 1888.
- Die Reklame. Eine Untersuchung über Ankündigungswesen und Werbetätigkeit im Geschäftsleben, 1910.
- Entwicklung der Reklame vom Altertum bis zur Gegenwart. Erfolgreiche Mittel der Geschäfts-Personen und Ideenreklame aus allen Zeiten und Ländern, 1926.
- Lehrbuch der Volkswirtschaftspolitik, 1931.